# Georgius Trajectinus
Georgius Trajectinus, eigentlich Georg Utrecht, (* vermutlich nach 1550 in Hamburg; † 2. April 1605 ebenda) war ein deutscher Lehrer, Poet und Humanist.

## Leben
Georgius Trajectinus hieß mit bürgerlichem Namen Georg Utrecht, bevorzugte aber, wie seinerzeit unter Humanisten üblich, die lateinische Schreibweise seines Namens. Sein Vater war Johann Utrecht (Trajectinus) (* 1525 in Stade) und arbeitete als Rektor an einer Lateinschule in seiner Geburtsstadt. Er wurde 1527 zum Diakon an der Hauptkirche Sankt Petri in Hamburg gewählt. Georgius Trajectinus besuchte die Gelehrtenschule des Johanneums und schrieb sich im September 1578 an der Universität Wittenberg ein. Dort studierte er wahrscheinliche alte Sprachen und evangelische Theologie. Bereits 1580 übernahm er das Amt des Konrektors einer Lateinschule in Rostock. 1583 immatrikulierte er sich als Magister artium an der Universität Rostock.
Am 26. Oktober 1584 übernahm Trajectinus, vermutlich aufgrund deutlich besserer Entlohnung, eine Stelle als Konrektor an der Gelehrtenschule des Johanneums in seiner Geburtsstadt. 1585 heiratete er Martha Praetorius. Im selben Jahr gehörten ihm Vikarien im Hamburger Dom und der Hauptkirche Sankt Katharinen. Trajectinus starb 1605 an der Pest.

## Werke
Georgius Trajectinus bearbeitete ein rhetorisches Traktat von Cicero für den Gebrauch an der Gelehrtenschule des Johanneums. Zudem verfasste er gelegentlich lateinische Gedichte, sogenannte carmina casualia, die oftmals einmaligen Anlässen gewidmet waren und nur einmalig gedruckt wurden. Lediglich von dem Gedicht Hamburgum, das sich unterhalb eines von Peter van der Doort erstellten Kupferstichs auf einem Einblattdruck befindet, ist ein Ende des 20. Jahrhunderts erstellter Nachdruck bekannt. Hiervon ist, vermutlich aufgrund der Vernichtung während Zweiten Weltkriegs, ein 1905 erstelltes Faksimile erhalten geblieben. Trajectinus lobt in dem lateinischen Text, den er offenbar für den Kupferstich verfasste, Hamburg und die Elbe. Der Verfasser des Gedichts, das mit den Initialen „G. T H. “ signiert ist, galt lange als nicht bekannt. Aufgrund der Initialen und der Quellenlage kann das Gedicht jedoch eindeutig Trajectinus zugeordnet werden.